# Affido esclusivo
L'affido esclusivo è il meccanismo attraverso il quale i figli sono affidati a uno solo dei due genitori, che rimane titolare della patria potestà, definita dal legislatore all'art. 316 del codice civile responsabilità genitoriale. 
L'affido esclusivo è generalmente ritenuto negativo per i bambini, a meno che non sussistano ragioni valide per preferirlo all'affido condiviso. La legge in vigore in Italia considera come soluzione normale l'affido condiviso. 
Nonostante la nuova normativa, il tribunale può adottare l'affidamento esclusivo ad uno dei genitori nel caso questo corrisponda agli interessi del minore. In merito, recentemente la Cassazione ha deciso di affidare i figli esclusivamente alla madre perché il padre aveva screditato la figura materna e ostacolava gli incontri dei figli con la madre.
In via generale comunque ai sensi dell'art. 337 ter c.c. il giudice "valuta prioritariamente la possibilità che i figli minori restino affidati a entrambi i genitori". Il figlio minore ha il diritto di mantenere un rapporto equilibrato e continuativo con ciascuno dei genitori anche in caso di separazione, di ricevere cura, educazione e istruzione da entrambi e di conservare rapporti significativi con gli ascendenti e con i parenti di ciascun ramo genitoriale. Il Tribunale valuta, quindi, in primis la possibilità che i figli minori restino affidati ad entrambi i genitori, rappresentando l’affido il “modello” da preferire per un corretto equilibrio nei rapporti tra figli e genitori.